# Màxim de Jerusalem
|  | Per a altres significats, vegeu «Màxim I de Jerusalem». |

Màxim de Jerusalem (Jerusalem, final del segle iii - ca. 350) fou patriarca de Jerusalem del 333 al 348, com a Màxim III. És venerat com a sant per diverses confessions cristianes.
Va patir la persecució decretada el 303 en la que va perdre l'ull dret, i segurament danys a la seva cama dreta. Macari, bisbe de Jerusalem (314-333), el va nomenar bisbe de Diòspolis, però el poble va demanar que es quedés a Jerusalem, com així es va fer. Va continuar a Jerusalem com a prevere i, a la mort de Macari, el va substituir com a bisbe per les seves virtuts.
El 335 era al concili de Tir, on Atanasi fou condemnat, i va signar-ne a contracor la condemna, fet del qual es va penedir aviat, per la qual cosa va convocar un sínode de setze bisbes de Palestina que va admetre altre cop a Atanasi a la comunió. Va treballar activament perquè el bisbat de Jerusalem tingués el mateix rang que la seu metropolitana de Cesarea de Palestina, la qual cosa es va aconseguir en 451.
El 348 o 349 fou deposat per influència d'Acaci de Cesarea, arrià, i, després d'uns mesos de seu vacant, el va substituir Ciril de Jerusalem. Màxim va morir poc temps després de la seva deposició.